# Ceraticelus rowensis
Ceraticelus rowensis là một loài nhện trong họ Linyphiidae.
Loài này thuộc chi Ceraticelus. Ceraticelus rowensis được Levi & Herbert Walter Levi miêu tả năm 1955.